# هيو فرناندو
هيو فرناندو هو سياسي سريلانكي، ولد في 17 نوفمبر 1916، وتوفي في 2 أبريل 1993. حزبياً، نشط في الحزب الوطني المتحد. وقد انتخب عضو برلمان سريلانكا.